# Taylor Phinney
Pour les articles homonymes, voir Phinney.
Taylor Phinney, né le 27 juin 1990 à Boulder, est un coureur cycliste américain, professionnel de 2011 à 2019. Il est le fils de Connie Carpenter-Phinney et Davis Phinney. Il est notamment double champion du monde de poursuite en 2009 et 2010 et champion du monde du contre-la-montre par équipes avec BMC Racing en 2015. Il a également remporté une étape du Tour d'Italie 2012. Considéré à ses débuts comme un coureur très prometteur, il a eu du mal par la suite à répondre aux attentes suscitées par les suiveurs. Une grave chute en 2014 l'a éloigné des courses pendant plus d'un an.

## Biographie

### Catégories de jeune et première sélection olympique

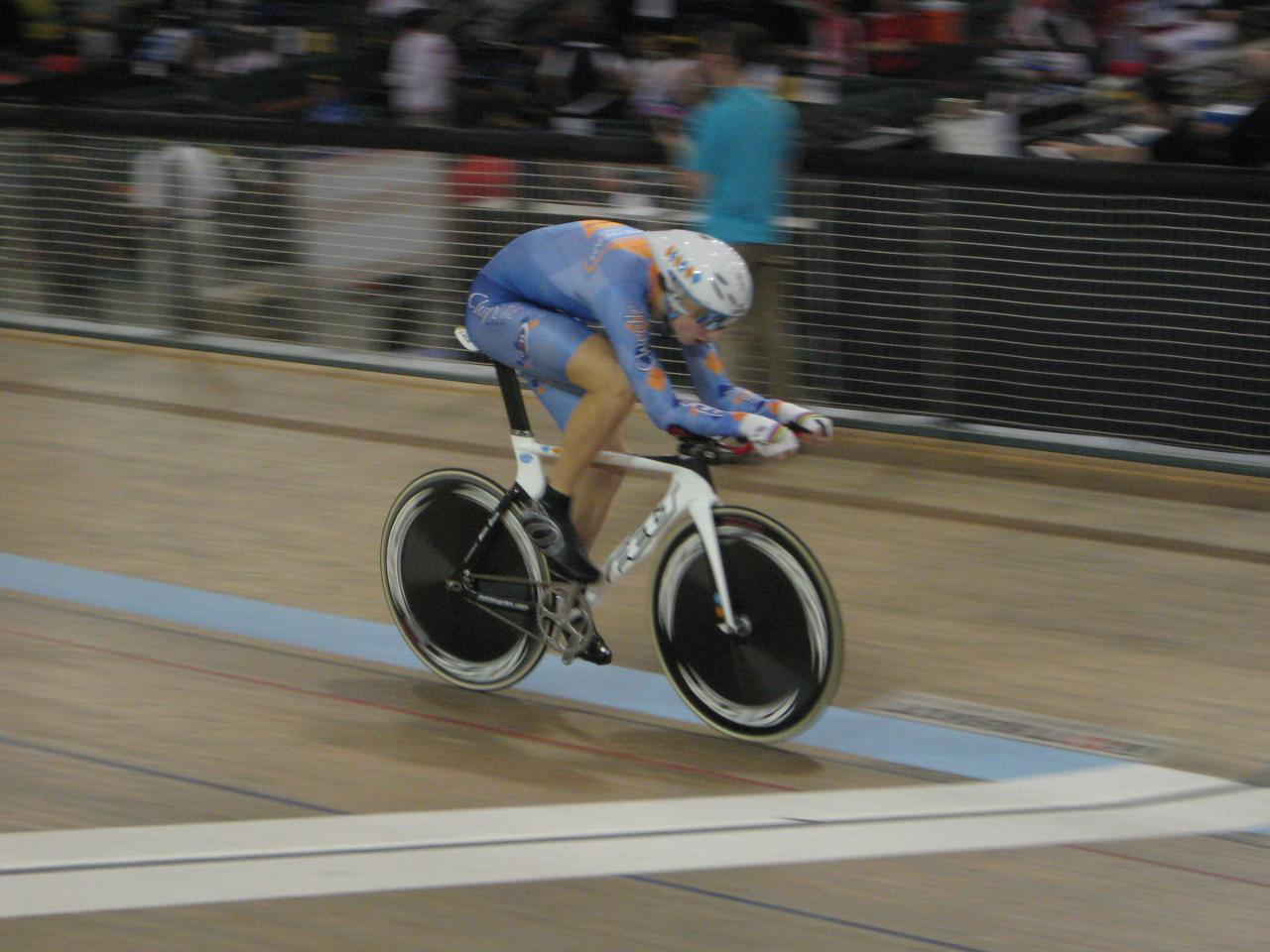
Lors de la coupe du monde sur piste à Los Angeles (2008)

Taylor Phinney naît le 27 juin 1990 à Boulder. Il est le fils de deux anciens champions cyclistes : Connie Carpenter, championne du monde de poursuite en 1983 championne olympique sur route en 1984, et de Davis Phinney, champion des États-Unis sur route, médaillé aux Jeux olympiques de 1984 et vainqueur de 2 étapes du Tour de France en 1986 et 1987.
Il commence le cyclisme à 15 ans, en 2005. En 2007, Phinney commence à courir avec l'équipe junior du Team Slipstream. Le manager de l'équipe, Jonathan Vaughters, a recruté Phinney dans l'équipe sans qu'il n'ait participé à une seule course, après avoir entendu des rumeurs au sujet de la capacité de Phinney lors d'entrainement en groupe à Boulder. C'est à cette époque que Phinney découvre la piste. En août 2007, il devient champion du monde du contre-la-montre juniors. Il se classe septième de la poursuite individuelle aux Jeux olympiques d'été de 2008. Plus tard dans la même année, aux championnats nationaux sur piste, il remporte des médailles d'or dans les épreuves élites du kilomètre contre-la-montre, de la poursuite individuelle et de la poursuite par équipes.

### Titres mondiaux sur piste (2009-2010)
En 2009, il rejoint à 19 ans l'équipe Trek Livestrong (réserve de l'équipe ProTour RadioShack) et remporte le 26 mars 2009, le titre de champion du monde de poursuite. Il conserve son titre l'année suivante. Ses qualités de rouleur et de sprinteur lui ont permis de remporter Paris-Roubaix espoirs en 2009 et 2010, ainsi que quatre étapes de l'Olympia's Tour et le classement final en 2010. Il est alors très suivi par les médias américains qui voient en lui un futur champion. L'équipe RadioShack lui a proposé une place de stagiaire à partir du mois d'août 2010. Il rejoint finalement pour sa première saison au haut-niveau l'équipe américaine BMC Racing, avec le plus haut salaire offert pour un néo-professionnel et un statut de grand espoir. À la fin de la saison 2010, il est sélectionné pour participer au championnat du monde dans la catégorie espoirs (moins de 23 ans) à Melbourne, en Australie. Grand favori, il devient champion du monde du contre-la-montre, trois ans après son titre acquis chez les juniors. Il prend deux jours plus tard, la médaille de bronze sur la course en ligne. Il est désigné coureur américain de l'année par la fédération américaine. Il est alors considéré comme un grand espoir du cyclisme américain, un « nouveau Lance Armstrong ». 

### BMC Racing (2011-2016)
Lors de sa première année dans le WorldTour avec BMC Racing, il remporte à 21 ans le prologue de l'Eneco Tour et prend la quatrième place du classement final. Il se classe quinzième de son premier Paris-Roubaix en 2012. En mai 2012, il remporte la première étape du Tour d'Italie, disputée contre-la-montre, ce qui lui permet de porter le maillot rose pendant trois jours. Il termine à la 155e place du classement général. Ensuite, il termine entre autres 4e de la course en ligne et du contre-la-montre des JO et médaille d'argent aux championnats du monde du contre-la-montre.
Début 2013, il termine troisième du Tour du Qatar. Dans des conditions dantesques, il prend la septième place de Milan-San Remo. Plus tard, fin juillet, il remporte sa première et seule victoire de l'année lors de la 4e étape du Tour de Pologne après s'être échappé dans les derniers kilomètres et avoir finalement résisté aux équipes de sprinteurs pour franchir seul devant le peloton la ligne d'arrivée.
Lors de la saison 2014, il gagne le prologue et le général du Dubaï Tour, puis s'adjuge une étape du Tour de Californie après une échappée en solitaire. En mai 2014, il est champion des États-Unis du contre-la-montre. Sur la course en ligne de ces mêmes championnats, il subit une grave chute qui l'éloigne des courses pendant plus d'un an. À la jambe gauche, il est atteint de fractures au tibia, à la rotule ainsi qu'une rupture du tendon rotulien qui mettent fin à sa saison. Il reste alors six mois sans bouger, puis doit passer par des séances de rééducation.
Il reprend la compétition en août 2015, lors du Tour de l'Utah. Sa jambe gauche conserve toutefois un déficit de puissance de 25 % par rapport à la droite. En fin de saison, Phinney est sélectionné par les États-Unis pour le contre-la-montre et la course en ligne des championnats du monde de Richmond. Avec BMC Racing, il remporte le championnat du monde du contre-la-montre par équipes. Il participe à sa première course en Europe depuis sa blessure lors de Gand-Wevelgem en mars 2016. En mai, il est pour la troisième fois champion des États-Unis du contre-la-montre, en devançant Tom Zirbel de plus d'une minute. Phinney est sélectionné pour les Jeux olympiques, mais malgré ses espoirs de médaille, il ne termine que 22e du contre-la-montre, avec plus de cinq minutes de retard sur le vainqueur Fabian Cancellara. En fin d'année, il obtient avec BMC la médaille d'argent du championnat du monde du contre-la-montre par équipes.

### Fin de carrière précoce chez Cannondale/EF (2017-2019)
En septembre 2016, il confirme avoir signé un contrat initial de deux ans avec Cannondale-Drapac pour la saison 2017. Son programme est axé sur les classiques et le Tour de France. En juillet, il participe à son premier Tour de France. Dans une interview avant la course, il déclare continuer à suivre un traitement pour traiter les conséquences de ses blessures et que la puissance délivrée par son côté gauche était de près de 25% inférieure à celle de son côté droit lors d'un effort explosif. Il porte le maillot à pois du leader du classement de la montagne lors de la deuxième étape.
En trois saisons dans l'équipe de Jonathan Vaughters, il ne gagne aucune course, mais parvient à terminer huitième de Paris-Roubaix de 2018.
Fin 2019, il annonce à 29 ans mettre un terme à sa carrière qui s'annonçait prometteuse, mais qui a été freinée par un accident qui a changé sa vie. Il déclare s'éloigner du sport pour poursuivre de nouvelles passions créatives, notamment l'art et la musique.

### Prises de positions
Le 31 mars 2022, dans un podcast pour le site Thereabouts, Taylor Phinney déclare avoir ressenti un manque de soutien au début de sa carrière lors de ses prises de position éthiques. Si l'ère de l'EPO et du dopage sanguin étaient « apparemment révolues » lorsqu'il a intégré le peloton professionnel, Phinney dénonce « l'abus [...] dans le sport » de médicaments autorisés mais non nécessaires, comme les opiacés et autres analgésiques. Lors de ses « deux premières années », prendre du tramadol après une course était « assez répandu », notamment au moment des classiques. Cet antidouleur, interdit par l'Union cycliste internationale en 2019, était à l'époque autorisé mais l'Américain avait déjà refusé d'en prendre, estimant qu'il n'en avait pas besoin. Il évoque également les corticoïdes : « Normalement, vous ne devez pas en avoir besoin. Si c’est le cas, vous devriez être absent pendant un certain temps »,.

### Vie personnelle
Taylor est marié avec la championne cycliste Katarzyna Niewiadoma depuis mai 2024. L'accompagnant lors de ses courses, il peint parfois des encouragements sur le bitume de la route.

## Palmarès sur piste

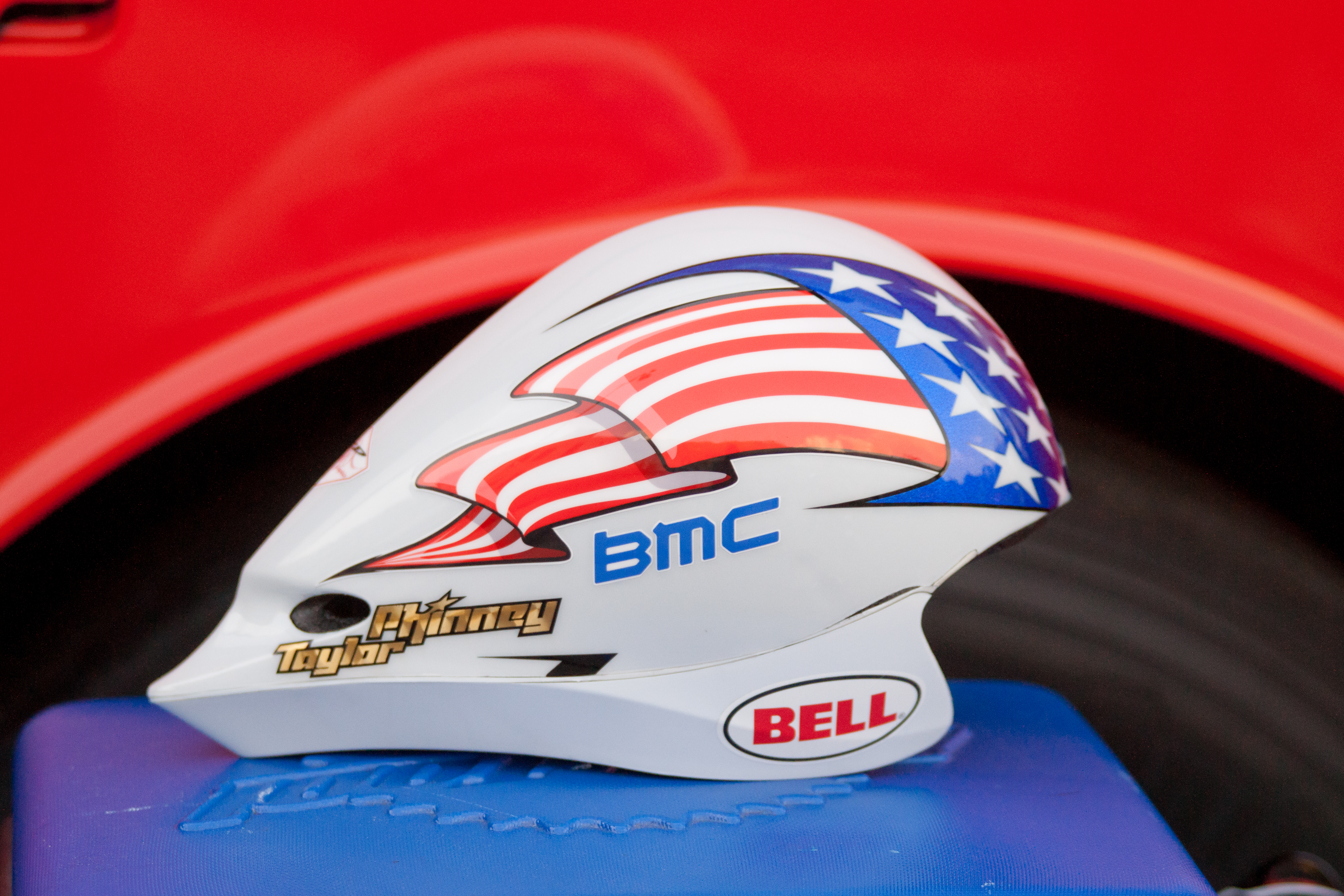
Casque de contre-la-montre utilisé par Taylor Phinney lors du prologue du Tour de Romandie 2011.

### Jeux olympiques
- Pékin 2008
  - 8e de la poursuite

### Championnats du monde
- Manchester 2008
  - 8e de la poursuite
- Pruszkow 2009
  -  Champion du monde de poursuite
  -  Médaillé d'argent du kilomètre
  - 6e de l'omnium
- Ballerup 2010
  -  Champion du monde de poursuite
  -  Médaillé de bronze de l'omnium

### Coupe du monde
- 2007-2008
  - 1er de la poursuite à Los Angeles
- 2008-2009
  - 1er de la poursuite à Copenhague
  - 1er du kilomètre à Copenhague

### Championnats du monde juniors
- 2008
  -  Champion du monde de poursuite juniors

### Championnats nationaux
- 2007

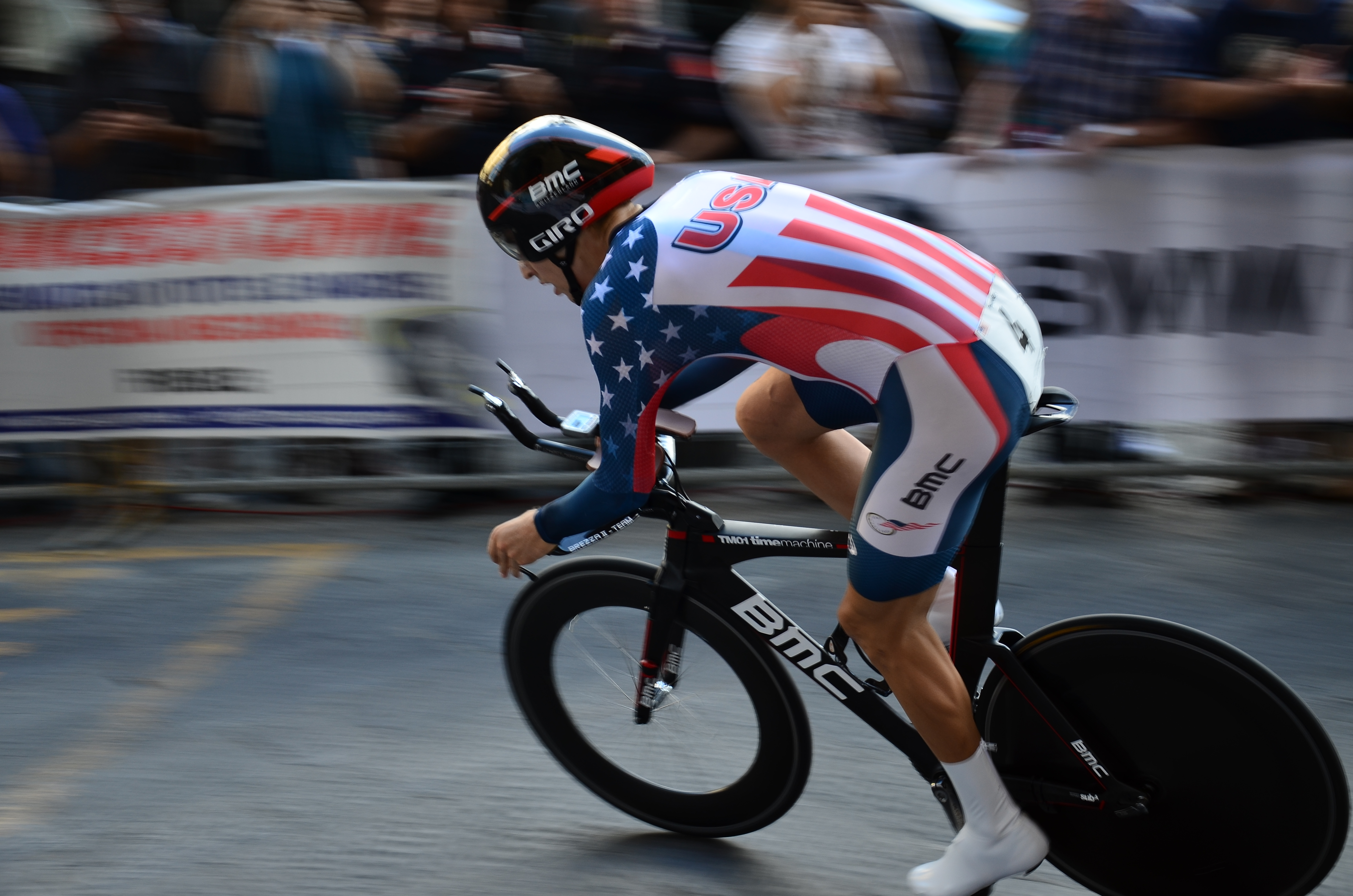
Taylor Phinney aux mondiaux 2013

  -  Champion des États-Unis de poursuite
- Carson 2008[20]
  -  Champion des États-Unis du kilomètre
  -  Champion des États-Unis de poursuite individuelle
  -  Champion des États-Unis de poursuite par équipes (avec Daniel Holloway, Colby Pearce et Charles Bradley Huff)
- 2009
  -  Champion des États-Unis de poursuite
  -  Champion des États-Unis de poursuite par équipes (avec Justin Williams, Ian Moir et Julian Kyer)
  -  Champion des États-Unis de course aux points

## Palmarès sur route et classements mondiaux

### Palmarès amateur
| - 2006 - 2e du championnat des États-Unis du contre-la-montre juniors - 2007 - Champion du monde du contre-la-montre juniors - Tour de l'Abitibi : - Classement général - Prologue et 2e étape (contre-la-montre par équipes) - 2008 - 3eb étape du Tour du Pays de Vaud (contre-la-montre) - 3e du championnat du monde du contre-la-montre juniors - 2009 - Prologue de la Flèche du Sud - Paris-Roubaix espoirs | - 2010 - Champion du monde du contre-la-montre espoirs - Champion des États-Unis du contre-la-montre - 2eb étape du Triptyque des Monts et Châteaux - 4e étape du Tour of the Gila - Prologue et 3e étape (contre-la-montre) du Tour de l'Utah - Olympia's Tour : - Classement général - Prologue, 1re, 2e et 6e (contre-la-montre) étapes - Paris-Roubaix espoirs - Prologue du Tour de l'Avenir - 2e du Triptyque des Monts et Châteaux - 3e du championnat du monde sur route espoirs |  |

### Palmarès professionnel
| - 2011 - Prologue de l'Eneco Tour - 4e de l'Eneco Tour - 2012 - 1re étape du Tour du Trentin (contre-la-montre par équipes) - 1re étape du Tour d'Italie (contre-la-montre) - 7e étape du Tour du Colorado (contre-la-montre) - 2e du championnat du monde du contre-la-montre - 2e du championnat du monde du contre-la-montre par équipes - 3e du Chrono des Nations-Les Herbiers-Vendée - 4e de la course en ligne des Jeux olympiques - 4e du contre-la-montre des Jeux olympiques - 2013 - 2e étape du Tour du Qatar (contre-la-montre par équipes) - 4e étape du Tour de Pologne - 3e du Tour du Qatar - 3e du Tour de Toscane - 5e du championnat du monde du contre-la-montre - 7e de Milan-San Remo | - 2014 - Champion des États-Unis du contre-la-montre - Dubaï Tour : - Classement général - 1re étape - 5e étape du Tour de Californie - 2015 - Champion du monde du contre-la-montre par équipes - 1re étape du Tour du Colorado - 2016 - Champion des États-Unis du contre-la-montre - 1re étape du Tirreno-Adriatico (contre-la-montre par équipes) - 5e étape de l'Eneco Tour (contre-la-montre par équipes) - 2e du championnat du monde du contre-la-montre par équipes - 2018 - 8e de Paris-Roubaix - 2019 - 1re étape du Tour Colombia (contre-la-montre par équipes) |  |

### Résultats sur les grands tours

#### Tour d'Italie
2 participations
- 2012 : 155e, vainqueur de la 1re étape (contre-la-montre),  maillot rose pendant 3 jours
- 2013 : abandon (16e étape)

#### Tour d'Espagne
1 participation
- 2011 : abandon (13e étape)

#### Tour de France
2 participations
- 2017 : 159e
- 2018 : 136e

### Classements mondiaux
| Année            | 2009 | 2010 | 2011 | 2012 | 2013 | 2014 | 2015 | 2016   |
| ---------------- | ---- | ---- | ---- | ---- | ---- | ---- | ---- | ------ |
| UCI World Tour   |      |      | 67e  | 118e | 96e  | nc   | nc   | nc     |
| UCI Europe Tour  | 199e | 43e  |      |      |      |      |      | 1 551e |
| UCI Oceania Tour |      | 10e  |      |      |      |      |      |        |

## Palmarès en cyclo-cross
- 2006-2007
  - 3e du championnat des États-Unis de cyclo-cross juniors